# La Caseta del Giol
La Caseta del Giol, o les Casetes del Giol, és una masia del terme municipal de Castellcir, al Moianès.
Està situada a l'extrem nord-oest del nucli principal de Castellcir, el Carrer de l'Amargura. S'hi accedeix des de l'Avinguda del Moianès, pràcticament a la cantonada amb el Pla de la Llosa, a la Roureda, que queda al nord de la Caseta del Giol. És a ponent de Cal Manel.
El 1750 s'esmenten les Casetes del Giol, que no es poden qualificar de masos i, d'altra banda, totes les llindes que porten data es corresponen al mateix segle xviii.
En el que fou la Quintana d'aquest mas s'ha construït una zona lúdica, amb camps d'esport (futbol, futbol sala i bàsquet) i un espai lúdic per a la canalla del poble. Es coneix com a Camp de la Quintana.